# Zwettl (flod)
Zwettl är ett vattendrag i Österrike. Det ligger i förbundslandet Niederösterreich, i den nordöstra delen av landet, 100 km väster om huvudstaden Wien.
I omgivningarna runt Zwettl växer i huvudsak blandskog. Runt Zwettl är det ganska glesbefolkat, med 32 invånare per kvadratkilometer.